# 波爾-埃里克·尼爾森
波爾-埃里克·尼爾森（Poul-Erik Nielsen，1932年—2023年1月14日），是前丹麥羽球運動員。 
波爾-埃里克·尼爾森是一名雙打專家，曾與合作夥伴埃蘭·科普斯、芬·科貝羅和英厄·比吉特·漢森一起贏得三項全英冠軍，並獲得五次亞軍。他拿過四個全國冠軍，並且從1954年至1964年入選丹麥隊33次。他是另一位著名羽球運動員克努茲·奧格·尼爾森的哥哥。